# خطای نمونه‌گیری
در آمار، خطاهای نمونه‌گیری (به انگلیسی: Sampling error) زمانی رخ می‌دهد که ویژگی‌های آماری یک جامعه از زیرمجموعه یا نمونه‌ای از آن جامعه برآورد شود. می‌تواند نتایج سوگیرانه‌ای ایجاد کند. از آنجایی که نمونه شامل همه اعضای جامعه نمی‌شود، آمار نمونه (اغلب به عنوان برآوردگر شناخته می‌شود)، مانند میانگین‌ها و چارک‌ها، به‌طور کلی با آمار کل جامعه (که به عنوان پارامتر شناخته می‌شود) متفاوت است. تفاوت بین آمار نمونه و پارامتر جامعه به عنوان خطای نمونه‌گیری در نظر گرفته می‌شود. به عنوان مثال، اگر قد هزار نفر از جمعیت یک میلیون نفری را اندازه‌گیری کنیم، میانگین قد هزار نفر معمولاً با میانگین قد یک میلیون نفر در کشور یکسان نیست.